# Liste der Monuments historiques in Billy (Allier)
Die Liste der Monuments historiques in Billy (Allier) führt die Monuments historiques in der französischen Gemeinde Billy auf.

## Liste der Bauwerke
| Bezeichnung        | Beschreibung                    | Standort            | Kennzeichnung | Schutzstatus   | Datum     | Bild           |
| ------------------ | ------------------------------- | ------------------- | ------------- | -------------- | --------- | -------------- |
| Burg               | Erbaut ab dem 13. Jahrhundert   | (Lage)              | PA00093002    | Classé Inscrit | 1921 1929 | weitere Bilder |
| Haus               | Erbaut im 16. Jahrhundert       | (Lage)              | PA00093004    | Inscrit        | 1929      |                |
| Maison du Marchand | Haus, erbaut im 15. Jahrhundert | Rue Chabotin (Lage) | PA00093003    | Inscrit        | 1962      |                |
| Stadttor           |                                 | Rue Chabotin (Lage) | PA00093005    | Inscrit        | 1929      | weitere Bilder |

## Liste der Objekte
Zum Verständnis siehe: Kirchenausstattung
- Monuments historiques (Objekte, z. B. Gemälde, Skulpturen, Altäre etc.) in Billy (Allier) in der Base Palissy des französischen Kultusministeriums